# Jimi Hendrix
James Marshall Hendrix (* jako Johnny Allen Hendrix 27. listopadu 1942 Seattle – 18. září 1970 Londýn) byl americký kytarista, zpěvák a skladatel. Je považován za jednoho z nejvýznamnějších a nejvlivnějších kytaristů v historii rockové hudby. Po uvedení do Rock and Rollové síně slávy v roce 1992 jako člen skupiny The Jimi Hendrix Experience o něm instituce prohlásila, že je „pravděpodobně největším instrumentalistou v dějinách rockové hudby“.
Narodil se v Seattlu ve státě Washington a na kytaru začal hrát v 15 letech. V roce 1961 narukoval do americké armády, ale už následující rok byl propuštěn. Brzy poté se přestěhoval do Clarksville a pak do Nashville v Tennessee, kde začal vystupovat na tzv. Chitlin' Circuit — koncertním okruhu pro afroamerické hudebníky — a získal místo v doprovodné kapele The Isley Brothers. Později hrál i s Little Richardem, se kterým spolupracoval až do poloviny roku 1965. Poté působil v kapele Curtis Knight and the Squires.
Koncem roku 1966 se přestěhoval do Anglie, kde se jeho manažerem stal baskytarista skupiny The Animals Chas Chandler. Během několika měsíců založil vlastní kapelu The Jimi Hendrix Experience (s baskytaristou Noelem Reddingem a bubeníkem Mitchem Mitchellem) a dosáhl tří britských hitů v top 10: „Hey Joe“, „Purple Haze“ a „The Wind Cries Mary“. Slávu v USA si získal vystoupením na Monterey Pop Festivalu v roce 1967. Jeho třetí a poslední studiové album Electric Ladyland (1968) se stalo jeho komerčně nejúspěšnějším a jediným albem, které se umístilo na prvním místě žebříčku Billboard 200. Hendrix byl tehdy nejlépe placeným rockovým hudebníkem na světě, vystupoval jako hlavní hvězda na festivalech Woodstock (1969) a Isle of Wight (1970). Zemřel v Londýně v září 1970 na udušení způsobené barbituráty ve věku 27 let.
Hendrixe ovlivnila americká rock’n’rollová a elektrická bluesová hudba. Upřednostňoval zesilovače s vysokým ziskem, zkreslením a hlasitostí, čímž se výrazně podílel na popularizaci dříve nežádoucích zvuků zpětné vazby. Patřil mezi první kytaristy, kteří ve velkém využívali zvukové efekty jako fuzz, octavia, kvákadlo a Uni-Vibe. Byl rovněž prvním hudebníkem, který ve studiu používal stereofonní fázování. Hudební publicistka Holly George-Warren (Rolling Stone) o něm napsala: „Hendrix jako první přistupoval ke kytaře jako k elektronickému zdroji zvuku. Hudebníci před ním sice experimentovali s feedbackem a zkreslením, ale Hendrix z těchto a dalších efektů vytvořil kontrolovaný, plynulý jazyk, který byl stejně osobitý jako blues, ze kterého vyšel.“

## Život

### Dětství (1942–1959)

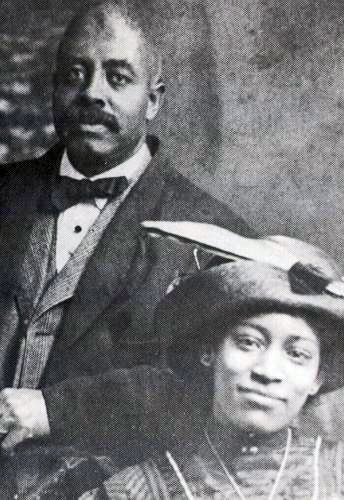
Hendrixovi prarodiče z otcovy strany

Hendrix se narodil 27. listopadu 1942 v americkém Seattlu ve státě Washington v době, kdy jeho otec James Allen Hendrix (10. června 1919–17. dubna 2002), tč. příslušník americké armády, pobýval v Oklahomě. Nedlouho po Hendrixově narození byl převelen do jižního Pacifiku a se svým synem se poprvé setkal až na konci roku 1945. Jeho matka, Lucille Hendrixová, rozená Jeterová (12. října 1925–2. února 1958), měla v době jeho narození pouhých 17 let. Hendrixovi předci byli černošští otroci, jejich bílí majitelé i indiáni z kmene Čerokézů.[zdroj?] Oba rodiče byli v době svého seznámení profesionální tanečníci. V prvních letech jeho života se o malého Hendrixe střídavě staraly jeho matka, babička, tety a rodinné známé. Roku 1946 nechal Hendrixův otec změnit synovo jméno na James Marshall. Než se Jimiho rodiče rozvedli, stačili spolu mít šest dětí, ale kromě dvou nejstarších bratrů – Jimiho a o čtyři roky mladšího Leona – umístili Al a Lucille Hendrixovi všechny zbylé děti do sirotčinců. Rodina se potýkala s velkými finančními problémy, byla pod dozorem sociálních pracovníků a mnohokrát hrozilo, že budou oba sourozenci umístěni do dětského domova (v případě Leona se tak na chvíli opravdu stalo). Dočasné stěhování buď celé rodiny anebo jen Jimiho a Leona k různým příbuzným či rodinným známým nebylo výjimkou. Hendrixovi rodiče se často hádali, matka nezřídkakdy na určitý čas odcházela po hádce z domu, za nějaký čas se vrátila, ale opět se se svým manželem pohádala a vše začalo nanovo. Po jedné hádce se matka domů už nikdy nevrátila a Hendrix tak začal žít pouze se svým otcem a mladším bratrem.
Otec často střídal zaměstnání, a tak Jimi prošel postupně celou řadou škol v Seattlu. Žili v chudinských černošských čtvrtích, kde Hendrix poprvé přičichnul k hudbě – při toulkách ulicemi často skončil v domech kamarádů, kteří vlastnili různé hudební nástroje. Jimi také rád napodoboval pohyby umělců, které zahlédl v televizi – Elvise Presleyho, Chucka Berryho a další. Po čase zatoužil po elektrické kytaře, kterou mu roku 1958 jeho otec koupil v obchodě Myer's Music. Jednalo se o bílý pravoruký model značky Supro Ozark. Hendrix popřeházel struny a hrál jako levák, nicméně skutečnost, že byl kvůli tomu hmatník vzhůru nohama, mu musela hraní dosti ztěžovat. Později hrál na levoruké kytary, ale po krátké době se vrátil k pravorukým, jelikož se na nich učil hrát a byl na ně už zvyklý. V únoru roku 1958 zemřela Hendrixova matka Lucille. To tehdy patnáctiletého hocha pochopitelně velmi poznamenalo. Začal být více zamyšlený a introvertní.

### Počátky kariéry (1959–1961)
Na konci padesátých let se snažil najít si nějaké spoluhráče a začlenit se k nim do kapely. Místem jeho prvního vystoupení se stalo sklepení seattleské synagogy Temple De Hirsch Sinai. Koncert byl pojat zároveň i jako konkurz na místo kytaristy zatím bezejmenné kapely. Po půlce koncertu byl Hendrix poslán domů, ostatním členům se nelíbil jeho divoký a nesvázaný styl hraní a obávali se, že s takovýmto stylem nemůže najít Hendrix v kapele uplatnění. Hendrixovou první významnou štací se tak stala až kapela The Velvetones. Jednalo se o revuální uskupení čítající kytaristy, pianisty, dechovou sekci a bubeníka, které hrálo směsici jazzu, blues a R&B. V osmnácti byl Hendrix vyhozen ze střední školy. Svým známým se snažil namluvit, že důvodem bylo to, že byl přistižen s dívkou bílé pleti ve studovně. Skutečnost ale byla jiná – Hendrix byl vyhozen proto, že se jednoduše flákal. Po vyhazovu se začal plně věnovat hře na kytaru. Po pár měsících si našel místo v kapele Rocking Kings, která byla orientovaná podobně jako The Velvetones, ale měla tu výhodu, že hrála více placených koncertů a disponovala lepším technickým zázemím. Koncem roku 1960 Rocking Kings získali stálé angažmá v klubu Spanish Castle, kterému o mnoho let později složil Hendrix hold ve své písni Spanish Castle Magic. Po jednom z vystoupení si nechal Hendrix svou kytaru přes noc v klubu a když pro ni ráno přišel, zjistil, že ji někdo ukradl. Na novou kytaru neměl a nevěděl, co si počít. Naštěstí se mu ostatní členové Rocking Kings složili na novou kytaru Danelectro Silvertone, která stála i se zesilovačem 49,95 dolarů. V té době začal vymýšlet pro svou kytaru i jméno. Nejraději by ji pojmenoval po své matce Lucille, ale toto jméno si už obsadil B.B. King. Rocking Kings občas vyjížděli ze Seattlu na rádobyturné, ale často je zrazovala technika. Na jedné nepovedené cestě do Vancouveru přestalo kapele před kanadskými hranicemi fungovat auto. Odehráli narychlo domluvený koncert na washingtonském venkově, po kterém jim sotva zbyly peníze na autobus. Po této události z kapely mnoho členů odešlo, manažer James Thomas skupinu ale obnovil a dal jí nový název Thomas and the Tomcats. Hendrixovi se dostalo oproti dřívějšku významnější role – začal zpívat doprovodné vokály.
Na jaře roku 1961 měla už většina Hendrixových kamarádů odmaturováno, Hendrix se ale po svém vyhazovu ze školy živil společně se svým otcem tím, že upravoval zeleň na veřejných prostranstvích a na zahradách seattleských boháčů a občasným hraním. Sám Jimi o sobě prohlašoval, že ho živí hraní s Tomcats. Sekání a zalévání trávníků s otcem neměl rád a nebavilo ho, později dokonce uvedl, že mu za celou dobu, co spolu pracovali, vyplatil otec jediný dolar. Jednoho dne Al svého syna při práci udeřil a ten utekl pryč. Přestože bylo Hendrixovi tehdy už 18 let, otec ho stále „vyplácel“ výprasky. Často chodil za jedním spoluhráčem z Tomcats, který prodával naproti bývalé Hendrixově škole na stánku hamburgery. Po zavírací době si mohl Jimi vzít neprodané hamburgery a hranolky pro sebe. Navzdory své chudobě a celkově neutěšené životní situaci myslel Hendrix na svatbu se svou tehdejší láskou Betty Jean Morganovou, se kterou začal chodit na podzim roku 1959 a po které nakonec pojmenoval svou druhou kytaru. Těmto myšlenkám ale učinil ráznou přítrž Hendrixův nástup do armády.

### Pobyt v armádě (1961–1962)

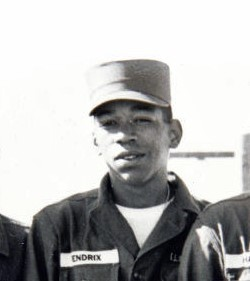
Hendrix v americké armádě, 1961

O důvodech, proč Hendrix vstoupil do armády, ze které byl po necelém roce propuštěn, koluje povícero historek. Sám Hendrix tvrdil, že k armádě narukoval zcela z vlastní vůle a po necelém roce předčasně ukončil svou službu z důvodů poranění kotníku a páteře při seskoku. Tuto historku si ale nejspíš vymyslel v následujících letech pro pera žurnalistů, pravděpodobnější se jeví verze, která je i v knize Pokoj plný zrcadel.
12. května 1961 byl Jimi přistižen, jak jel v kradeném vozidle. Strávil den v krizovém centru pro mládež, odkud si ho vyzvedl jeho otec. Za pouhé čtyři dny se stejná situace opakovala a Hendrix strávil osm dní ve vazbě, kde ho čekalo soudní přelíčení a možnost odnětí svobody a tučné pokuty. Hendrix se sice dušoval, že žádné z aut neukradl a neměl ani tušení o tom, že jsou kradená. Tvrdil, že auta ani neřídil, prý v nich jen seděl. Přesto mu hrozilo několik let za mřížemi. Nakonec dostal dvouletý trest odnětí svobody, který mu ale měl být prominut, pokud vstoupí do armády. Následujícího dne se jí na tři roky upsal. Hendrix, ačkoliv je často vykreslován jako hipísácký antimilitaristicky smýšlející člověk, choval armádu v úctě a už dříve projevil s kamarádem zájem o narukování k letectvu. Ani jeden nebyl přijat a to z důvodu nedostatečného fyzického vybavení. 29. května odjel Jimi vlakem na základnu Fort Ord v Kalifornii. V předvečer svého odjezdu ještě stihl odehrát poslední koncert s Tomcats a věnovat Betty Jean levný zásnubní prsten.
31. května dorazil Hendrix na základnu a ihned zažádal o místo písaře u 101. výsadkové divize. Často psal svému otci (jednou i o tom, jak ztratil lístek na autobus) a Betty Jean, které jednou poslal ateliérovou fotku, na které stojí v uniformě před umělým tropickým pozadím a v rukou drží svou kytaru. Za podpis vždy ještě nakreslil malý obrázek své kytary. Z dopisů se zdálo, že mu ze začátku tuhý vojenský řád snad i vyhovoval. Dítě ulice zde muselo dodržovat pevný denní režim a dostávalo poprvé v životě třikrát denně najíst. Po ukončení základního výcviku obdržel hodnost vojína. Na podzim dostal týdenní dovolenou a zajel se podívat domů do Seattlu. Všichni jeho známí, především ale jeho otec, byli na Hendrixe v uniformě hrdí. Při schůzkách s Betty Jean ji stále přemlouval ke sňatku. Na Halloween byl odvelen jako pomocný písař ke své vysněné 101. výsadkové divizi na základnu Fort Campbell v Kentucky. V dopise otci psal, jak je šťastný a udělá vše proto, aby se rodina Hendrixů mohla pyšnit výsadkářskou nášivkou s „křičícím orlem“.
V listopadu roku 1961 cvičil Hendrix v klubovně základny Fort Campbell na kytaru. Uslyšel ho baskytarista Billy Cox, který s ním začal jamovat a spřátelil se s ním. Jejich hudební i osobní přátelství jim vydrželo až do Jimiho smrti. Založili pětičlennou kapelu, která neměla název a jejíž členové se neustále měnili, ale jádro – Hendrix a Cox – zůstávalo. Někdy hráli jen ve třech a jelikož Cox nebyl žádný zpěvák, okusil Hendrix poprvé roli frontmana kapely. Neměl rád svůj hlas, ale jiné řešení nebylo. Jako The Kasuals začali vystupovat po okolí Fort Campbell a začali si získávat pozornost. Jih USA byl tehdy mnohem víc rasově segregovaný než Jimiho rodný Seattle. Hráli výhradně pro černošské publikum, proto například nepřipadalo v úvahu hrát covery Jimiho oblíbené písničky Louie, Louie od bělošské formace The Kingsmen. Pohledný a divoce hrající Hendrix se v této době poprvé stává miláčkem ženské části publika.
Na jaře roku 1962 vzrostl věhlas The Kasuals natolik, že bylo skupině nabídnuto několik turné po jihu USA. Problém narážel na skutečnost, že dva stavební pilíře kapely byly vojáky na plný úvazek. Coxovi zbývalo už jen posledních pár měsíců, ale Hendrix měl před sebou ještě dva roky. V dubnu začal před vojenským doktorem předstírat homosexualitu, závislost na masturbaci, pomočování, neschopnost spánku, závratě, bolest na levé části prsou atd. To byl velmi riskantní krok, pokud by mu psychiatr tato tvrzení neuvěřil, neměl by to jako černošský gay mezi vojáky na rasistickém jihu lehké. V květnu doporučil kapitán John Haybert Hendrixe propustit z důvodů „homosexuálních sklonů“. Po propuštění se ocitl před branou Fort Campbell se čtyřmi sty dolary v kapse – s největší pravděpodobností nejvyšší hotovost, jakou u sebe do té doby kdy měl. Po návštěvě baru a následné pitce mu zbylo pouhých šestnáct dolarů, které na cestu domů do Seattlu nestačily. První noc v civilu strávil Hendrix paradoxně tajně na svém kavalci v kasárnách. Ráno následujícího dne se rozhodl, že se domů nevrátí a zkusí štěstí jako muzikant na volné noze.

### Po odchodu z armády (1962–1963)
V září 1962 pustila armáda Billyho Coxe do civilu a tak se mohl s Hendrixem začít naplno věnovat hudbě. Na první štaci se vydali s kapelou do Indianapolis, tam ale zjistili, že místní klub, ve kterém chtěli hrát, nenechá vystoupit kapelu tvořenou výhradně černochy. Zkusili štěstí v jiném klubu, kde se konal ten večer Souboj skupin. King Kasuals, což byl nový název The Kasuals, obsadili druhé místo, ale na kytaristu vítězné skupiny The Presidents Alphonse Younga udělali takový dojem, že opustil svou dosavadní kapelu a přidal se ke King Kasuals. Alphonso Young ovládal hraní na kytaru zuby. Hendrix se s tímto kouskem setkal ještě před odchodem do armády v Seattlu, ale nyní se tento kousek mohl učit přímo od spoluhráče v kapele, což také dělal a brzy ovládal tento jevištní kousek taky.
Po krátkém pobytu v Indianapolis si našla kapela stálé angažmá v klubu Del Morocco v Nashvillu, kde vystupovali dvakrát do týdne. Hendrix si na rozdíl od zbytku kapely nenašel jinou práci a živil se tak pouze hraním. Moc peněz si nevydělal, ale z uměleckého hlediska to byl skvělý tah, protože místo práce mohl cvičit na kytaru. V té době cvičil vždy, kdy mohl – cestou na koncert, o přestávkách na koncertech, před spaním, po probuzení, v autobuse atd. Tato dřina ovšem začala nést své ovoce. Vzhledem k době, po kterou na elektrickou kytaru hrál – pět let – dosahoval již značné virtuosity.
V této době začíná Hendrix také poprvé užívat nelegální drogy – jednalo se o marihuanu, kterou si ale moc často vzhledem ke svým financím dovolit nemohl, nebo o amfetaminy, které mu umožnily zůstávat déle vzhůru a tím pádem déle cvičit.
Hraní v klubech neslo velice málo finančních prostředků, proto si Hendrix s Coxem chtěli přijít na nějaké peníze jako studioví hráči. V listopadu 1962 se jim podařilo domluvit si nahrávání ve studiu King Records, kde vznikala deska skupiny Commanders. Hendrixovi byl po chvíli odpojen mikrofon z důvodu, se kterým se v počátcích své kariéry setkával mnohokrát – někomu se (už zase) zdál jeho styl hraní příliš syrový a divoký. Je ovšem pravda, že v té době uměl Jimi hrát sice velice rychle a technicky dobře, ale zatím mu chyběl jeho osobitý styl a barva, kterými se pyšní každý velký kytarový hráč.
Od roku 1963 hrál Hendrix v klubech tzv. Chitlin' Circuitu (černošské kluby táhnoucí se jižanskými státy). Hrál buď s King Kasuals (kapelu tehdy tvořili mj. i dechová sekce a bavič, který promlouval k obecenstvu před samotným vystoupením kapely), nebo jako nájemný kytarista s každým, kdo mu zaplatil. Ačkoliv byl pouze nájemný kytarista, který nezastává zvlášť důležitou roli, někdy na sebe svou hrou a divokými jevištními kousky poutal více pozornosti než zbytek kapely dohromady. To se pochopitelně zbytku kapely a především frontmanům nelíbilo, takže Hendrix v žádné kapele, která si ho najala, moc dlouho nevydržel.
V této době se Hendrix naučil i věcem, které s kytarovou hrou už moc nesouvisejí – poprvé v životě začal sem tam pít, začal po koncertech flirtovat s děvčaty (láska ze střední školy Betty Jean byla již dávno zapomenuta, stejně tak po ní pojmenovaná kytara, kterou prodal Hendrix do zastavárny a koupil si novou) a stával se z něj celkově čím dál větší šoumen.
Na konci roku 1963 projížděl Nashvillem promotér z New Yorku. Hendrix se této příležitosti chytil a rozhodl se odcestovat. K odchodu z Nashvillu se snažil přemluvit i zbytek King Kasuals, ale nakonec odcestoval sám. Den před zastřelením JFK si sedl na zadní sedadlo dálkového autobusu, kde tehdy ještě museli černoši povinně sedávat, a odjel do New Yorku.

### Působení v New Yorku (1964–1966)

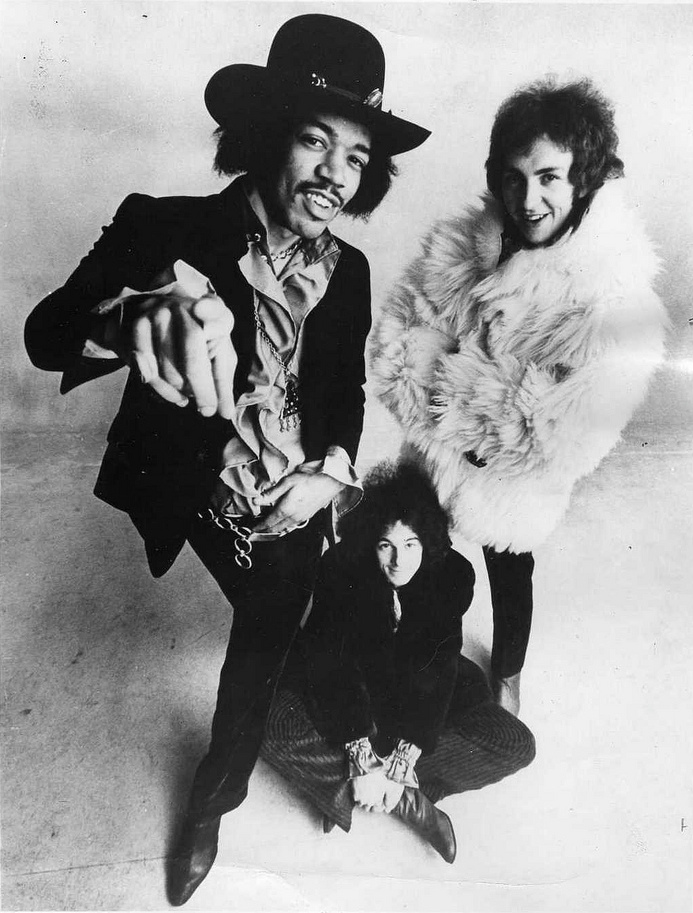
The Jimi Hendrix Experience v roce 1968

Po příjezdu do NY Hendrix zjistil, že promotér, který ho přiměl k odjezdu z Nashvillu, byl jen obyčejný tlučhuba a slibovanou práci Jimimu nesehnal. Usadil se v Harlemu. Zpočátku v NY nikoho neznal, nezbylo mu tedy nic jiného, než se na vlastní pěst pokoušet najít kapelu, která by ho přijala do svých řad. To však nebylo vůbec jednoduché. Do newyorské scény bylo navzdory její velikosti velmi těžké proniknout. Jimimu nemohla vyhovovat ani žánrová úzkoprsost harlemské scény. Tamní černošská populace nechtěla slyšet „bílý“ rokenrol, ale své „černé“ žánry – jazz, blues a R&B. První newyorskou dívkou, se kterou navázal Hendrix vztah, byla Lithofayne Pridgeonová, která se znala s bratry Aleemovými. Tito tři lidé se stali prvními přáteli, které si Jimi ve svém novém městě našel. Bratři Aleemovi se živili distribucí drog a bylo jen otázkou času, kdy stejnou možnost přivýdělku nabídnou i Jimimu. Ten však tehdy odmítl a zůstal věrný svému přesvědčení, že se bude živit pouze hudbou.
Jedno z Hendrixových prvních „hudebních“ zaměstnání v NY bylo doprovázení striptérky s uměleckým jménem Pantera. To ho ovšem pochopitelně neuspokojovalo. Dne 9. února 1964 se sešel v bytě ve čtvrti New Jersey se skupinou Isley Brothers, která hledala kytaristu. Skupina jej přijala a poté spolu všichni sledovali legendární vystoupení The Beatles v Ed Sullivan Show. Po nějakém čase začalo Jimimu vadit, že se v souboru ztrácí, a tak skupinu během turné v Nashvillu opustil a našel si místo u formace Georgeous George. V této době střídal Hendrix kapely jako na běžícím pásu a ani on sám si po letech na všechny nevzpomněl. Jisté je, že v létě 1964 si našel další místo, tentokrát u kapely The Upsetters, která doprovázela Little Richarda. Jimi na něj později vzpomínal jako na pedanta, který dával pokuty i za rozvázané tkaničky během vystoupení, a egoistu, který pokaždé zuřil, když Hendrix přes jeho zákazy prováděl na pódiu své kousky jako hraní zuby apod. Hendrix si s Richardem lezl na nervy po celou dobu Jimiho působení v The Upseters a bylo jen otázkou času, kdy dá této skupině sbohem. Stalo se tak na jaře roku 1965. Hendrix se po necelém roce na turné s všemožnými kapelami vrátil do Harlemu a začal opět hrát s Isley Brothers. Několika studiím se nabídl jako studiový hráč. Dohodl se s labelem Sue Records, ale ten se dostal do finančních potíží a kromě pár studiových frekvencí nezanechal v Hendrixově životě výraznější stopu.
V říjnu 1965 se přidal ke kapele Curtise Knighta The Squires. Kvůli finančním potížím byla v té době Hendrixova vlastní kytara v zastavárně a Knight si ho chytře zavázal tím, že mu půjčil jednu ze svých kytar. Udělal z Hendrixe frontmana a na dalších osm měsíců se stal Jimi hlavním tahákem The Squires. Hendrix kapelu opustil ze stejných důvodů jako mnoho kapel předtím – malá tvůrčí svoboda, uniformita atd. Našel si další angažmá, tentokrát ve skupině Joey Dee and The Starliters, což byl odchod za lepším, protože písnička Peppermint Twist od této kapely okupovala po určitou dobu první místo hitparády. Během šedesáti dnů odehrál Jimi s kapelou padesát osm koncertů, někdy až pro desetitisícový dav, což bylo největší publikum, pro které do té doby hrál. Zároveň se poprvé ocitl v rasově smíšené kapele a některé koncerty byly odehrány výhradně pro bílé publikum.
V té době navázal i vážnější vztah s šestnáctiletou prostitutkou Dianou Carpenterovou. Její výdělky byly mnohem vyšší než Hendrixovy a postupně ho začala živit. Po nějakém čase otěhotněla. Hendrix chtěl, aby se přestala prodávat, ale Diana se za jeho zády prodávala dál. Když to Hendrix zjistil, zmlátil ji řemenem. Násilnické sklony se u něj neprojevovaly, byl spíše prchlivý, a když mu tzv. bouchly saze, stálo to většinou za to. Jejich vztah se poté začal hroutit a Diana se vrátila domů, odkud před pár měsíci utekla. V únoru 1967 porodila dceru jménem Tamika. Ta byla na první pohled mulatka a Carpenterová (která měla bílou pleť) se prodávala výhradně bělochům, tudíž vše ukazovalo na Hendrixe. V době narození Tamiky neměla Diana na Hendrixe už žádný kontakt; po jeho proslavení se s ním potkala a ukázala mu fotku jejich dcery, ale na vlastní oči Hendrix Tamiku nikdy nespatřil.
Hendrix dál zkoušel štěstí v mnoha uskupeních, ale v žádném nezanechal výraznější stopu a žádná z těchto kapel nezanechala výraznější stopu v Jimim. Na konci jara 1966 jej muzikant Richie Havens zavedl do newyorské čtvrti Greenwich Village, která se ukázala být Hendrixově „bělošskému“ rocku mnohem otevřenější než Harlem. Velký vliv měl na Hendrixův další život zdejší hudební klub Café Wha? (kde mimochodem dostal jednu ze svých prvních příležitostí i velký Hendrixův vzor Bob Dylan). Hendrix zde začal pravidelně vystupovat se svou skupinou Jimmy James and The Blue Flames, kterou založil pár dnů po příchodu do Greenwich Village. Jak lze vyčíst z názvu kapely, Hendrix tehdy používal umělecké jméno Jimmy James. Hrál také pod jmény jako Jimmy Jim, Jim James atd. Hrál především coververze, např. Dylanovu Like a Rolling Stone, podle některých hrál i zárodky skladeb Third Stone from the Sun a Foxy Lady, ale tyto informace nejsou potvrzené. Jisté je, že vystupováním si Hendrix vydělával 10 dolarů za večer. Na těchto vystoupeních Jimi také experimentoval s fuzz boxem, který v kombinaci se zpětnou vazbou, přetíženým zesilovačem a Hendrixovou hrou dokázal tvořit zajímavé zvuky.

### Úspěch v Evropě (1966–1967)

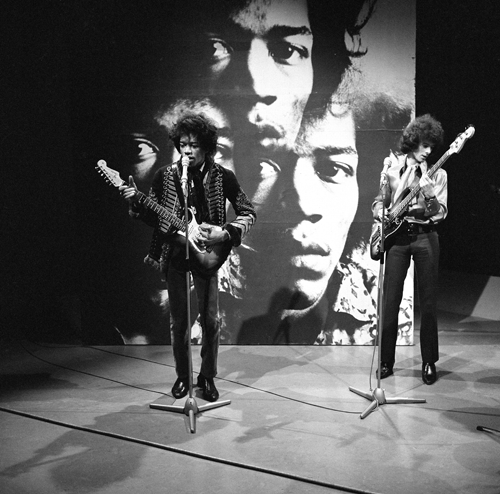
Jimi Hendrix a Noel Redding

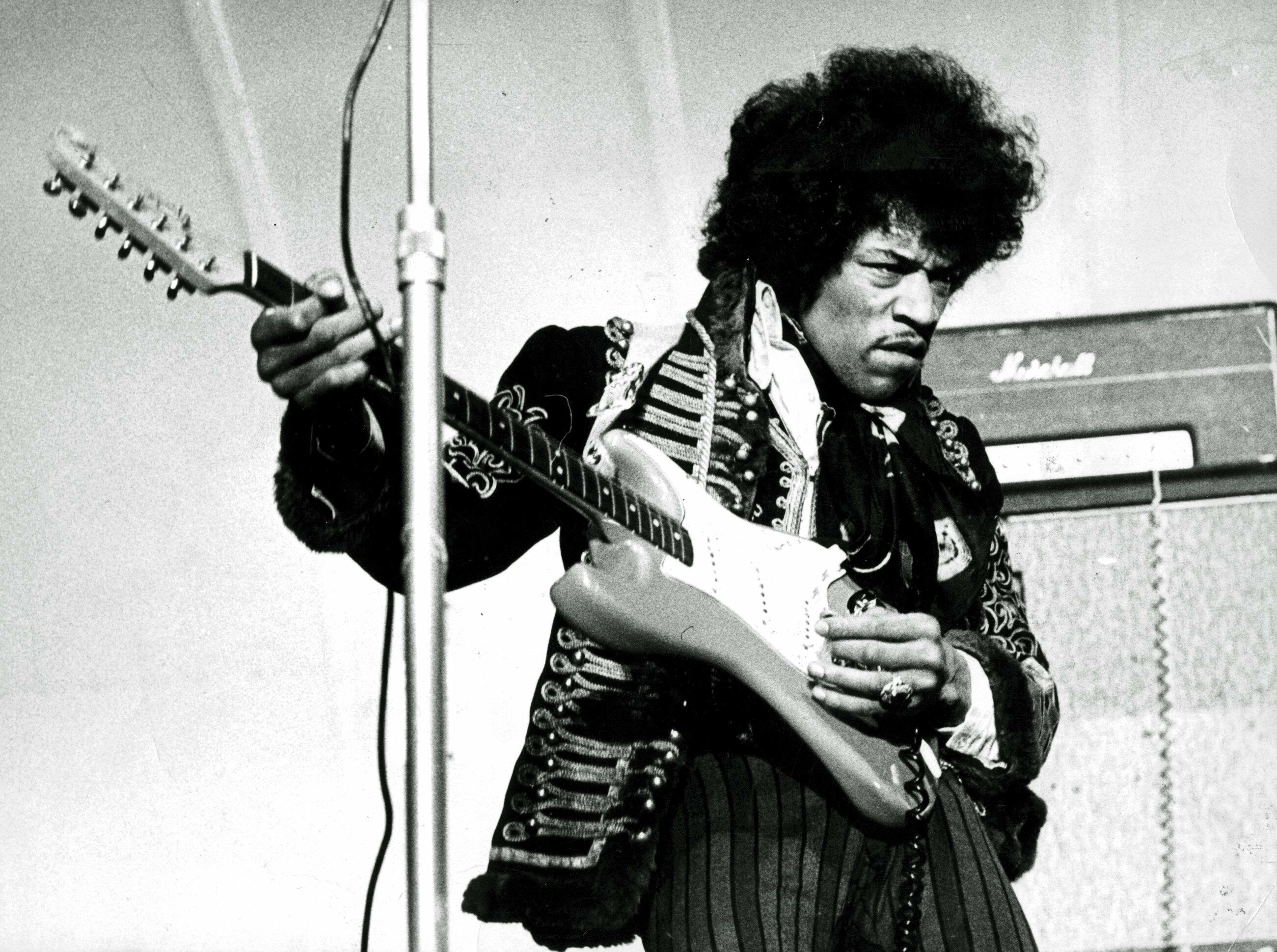
Hendrix při vystoupení ve Stockholmu, 1967.

Později se zcela osamostatnil a začal působit v newyorské čtvrti Greenwich Village. Zde si ho na jednom klubovém vystoupení všiml baskytarista skupiny The Animals Chas Chandler, který se ujal role Hendrixova manažera a s nímž v roce 1966 Jimi opustil New York a přesídlil do Londýna. Zároveň si změnil jméno na Jimi Hendrix. Poprvé vkročil na evropskou půdu 24. září 1966 na londýnském letišti Heathrow. První měsíc hrál sám za sebe v londýnských klubech, povětšinou dlouhé bluesové jamy. V Londýně přišel do styku s Ericem Claptonem, The Rolling Stones, The Who a dalšími umělci. V říjnu 1966 byla založena skupina The Jimi Hendrix Experience, jejímiž členy byli Jimi Hendrix, bubeníkem se stal Mitch Mitchell a baskytary se ujmul do té doby na kytaru hrající Noel Redding. Svoji premiéru absolvovali 13. října v divadle Novelty ve francouzském městě Evreux jako předkapela francouzského zpěváka Johnnyho Hallydaye. Hallyday viděl Hendrixe při jednom z jeho londýnských klubových jamů a natolik na něj zapůsobil, že mu nabídl místo předskokana na svém francouzském turné, což byl pro Hendrixe ideální začátek jeho evropské štace. Kapela byla při svém prvním vystoupení značně nesehraná a tisk označil Hendrixe za „nepovedeného křížence Jamese Browna a Chucka Berryho“. O čtyři dny později hrála skupina v Paříži a zde si už získali na svou stranu publikum i hudební kritiky. Týden na to složil Hendrix na popud Chase Chandlera svou první skladbu, píseň Stone Free, která posloužila jako B-strana singlu Hey Joe. Kapela se dala do studiového nahrávání a zároveň do zběsilého koncertního tempa – stalo se normou, že pokud přijeli hrát do nějakého klubu (většina vystoupení se odehrávala v Anglii), odehráli zde za večer dvě vystoupení.
Následující období, až do jara 1967, bylo obdobím úžasného Hendrixova nástupu. V Evropě a především v Anglii dosáhl velké popularity. Výstředně se oblékal (nosil např. starý britský vojenský kabátec se stále připnutými vyznamenáními, pestrobarevné kalhoty atd.) Současně svým vzhledem, vystupováním a především hudbou spoluvytvářel atmosféru konce šedesátých let. Jimi Hendrix oslňoval brilantní technikou a leckdy až cirkusovými jevištními kousky (např. hraní na kytaru zuby, za zády, rozbíjení nástrojů na konci koncertu apod.), velmi často však také vytvářel až brutální zvukové efekty za pomocí různých elektronických pomůcek, které mu během jeho kariéry vyráběl nadšenec a fanda efektů Roger Mayer.
12. května vyšla v Británii debutová deska The Jimi Hendrix Experience s názvem Are You Experienced, která byla fanoušky i kritiky přijata velice kladně.

### Monterey Pop Festival a léta slávy (1967–1970)

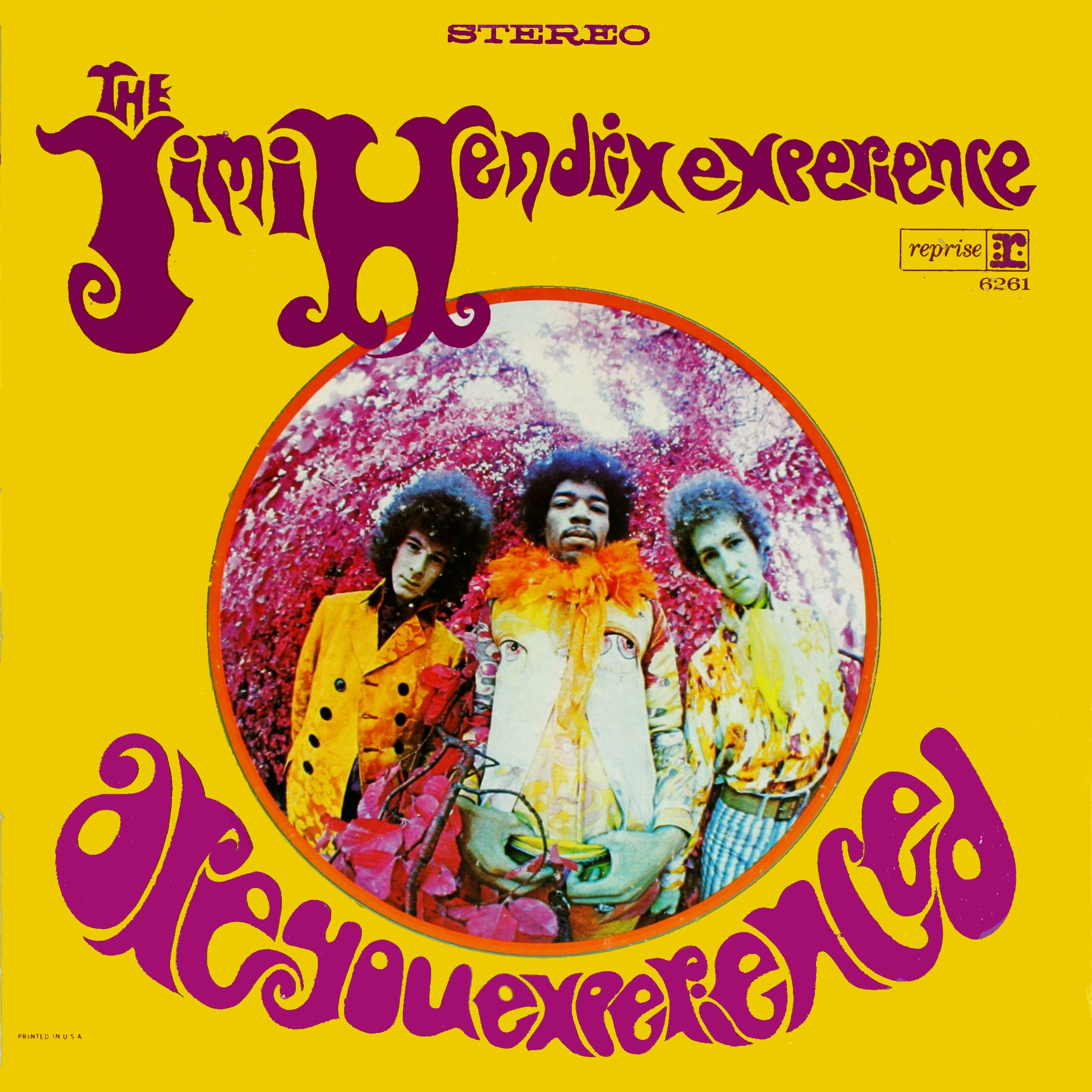
Obal amerického vydání alba Are You Experienced

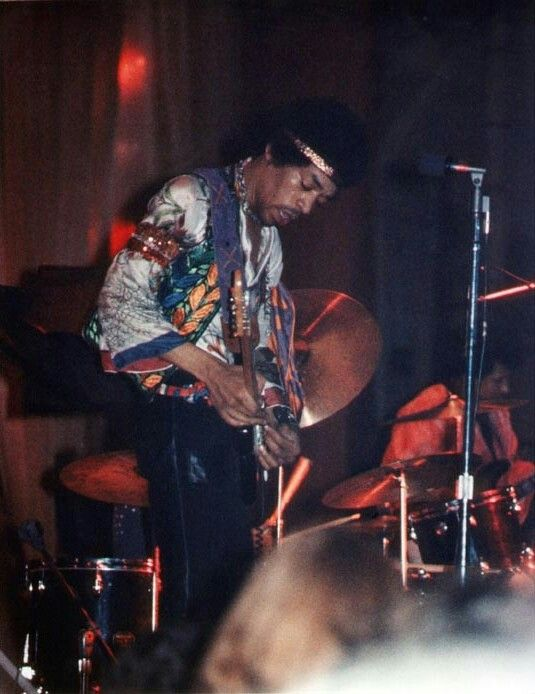
Hendrix v červnu 1970

Kapela měla po vydání své debutové desky v Evropě již vcelku zvučné jméno, to ale neměnilo nic na tom, že na druhé straně Atlantiku byla stále ještě neznámým uskupením. Kapele proto přišel velmi vhod hudební festival Monterey Pop, první akce svého druhu, která kdy byla uspořádána. Na akci vystoupilo několik předních světových umělců – mj. Janis Joplin, Otis Redding, The Byrds, The Animals a další. Paul McCartney byl jedním ze spoluorganizátorů koncertu a poté, co viděl Hendrixe v jednom londýnském klubu, se zasadil o to, aby na festivalu zahrál i Jimi. Ten předvedl skvělý výkon a na konci vystoupení se zasloužil o jeden z klasických výjevů dějin rockové hudby – na konci písně Wild Thing polil svou kytaru benzínem, zapálil ji a hořící kytaru rozbil o zem na několik kousků, které pak rozdal publiku. Tímto něco málo přes půl hodiny trvajícím vystoupením si Hendrix získal na svou stranu i Severní Ameriku a stal se celosvětovou hudební celebritou.
Časopis Melody Maker vyhlásil Jimiho Hendrixe za nejlepšího světového umělce pop-music za rok 1967.
10. prosince 1967 vyšlo v Evropě kapele jejich druhé album Axis: Bold as Love. Dostáli tak smluvnímu závazku vůči nahrávací společnosti, podle kterého museli vydat v roce 1967 dvě studiová alba. V Americe ale vyšlo až roku 1968, protože Are You Experienced zde bylo vydáno až na konci léta 1967 a nahrávací společnost se obávala, aby si dvě nové desky od jednoho interpreta vzájemně „nekradly“ kupce. Do nahrávání se pustili ihned po ukončení prací na Are You Experienced, proto celá deska po všech směrech navazuje na debutové album, je ale technicky propracovanější – Hendrix si zde mnohem víc pohrál s různými kytarovými efekty (poprvé použil ve studiu tzv. kvákadlo), Redding použil v některých skladbách osmistrunnou baskytaru a během první skladby EXP přechází díky stereu zvuk mezi pravým a levým kanálem.
O necelý rok později (16. října 1968 v USA, 25. října 1968 ve Velké Británii) vydala Experience svou poslední studiovou desku nazvanou Electric Ladyland.
V srpnu 1969 vystoupil Jimmi ve Woodstocku, kde hrál jako poslední, čímž uzavřel i celý Woodstock. Jeho zdejší vystoupení, při němž. mj. svým osobitým způsobem hry na kytaru nezapomenutelně „rozebral“ americkou národní hymnu, je již dávno legendární.

### Hendrixova smrt a její dohra

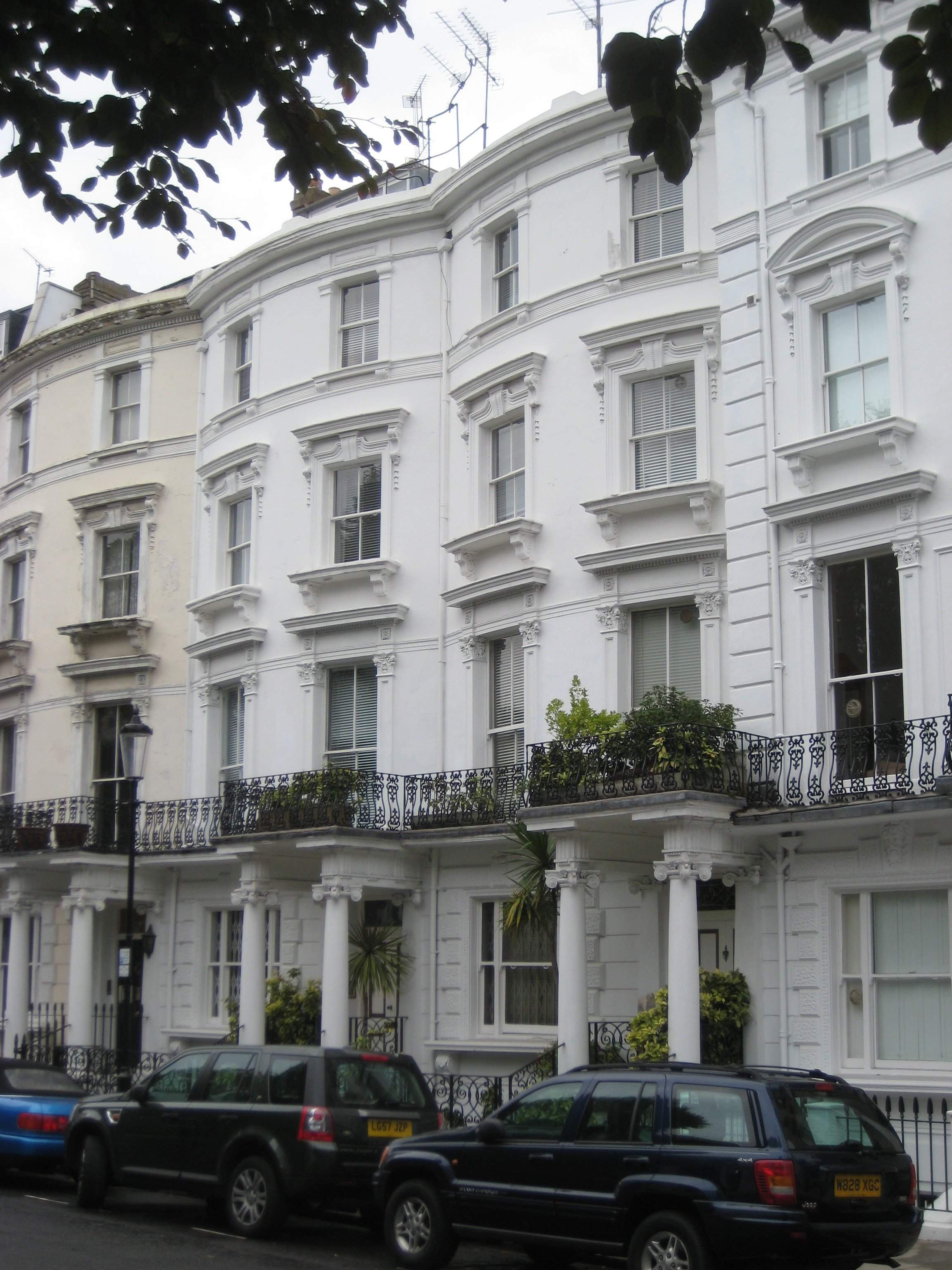
Dvě budovy, které tvoří hotel Samarkand; Hendrix zemřel v jednom ze dvou suterénních apartmánů, které byly přístupné jedním ze dvou venkovních schodišť před budovami

Poslední, těžce nevydařený koncert měl Jimi Hendrix 6. září 1970 na ostrově Fehmarn v Západním Německu, z nějž se vrátil v silně deprimovaném stavu. Dne 17. září 1970 měl ještě jedno menší vystoupení v londýnském Ronnie Scott's Jazz Clubu, kde mj. vznikla jeho poslední – amatérská – nahrávka. Příští den, 18. září 1970 byl v Londýně, v apartmá hotelu Samarkand na Notting Hill Gate, kde bydlela jeho poslední životní partnerka, německá krasobruslařka Monika Dannemannová, nalezen v bezvědomí poté, co s ní strávil čtyři poslední noci, ačkoliv tou dobou měl poměr s dánskou modelkou Kirsten Nefer; ta ovšem předtím z pracovních důvodů opustila Londýn.
Podle oficiální zprávy skonal v nemocnici St. Mary Abotts Hospital ve 12.45:78 minut po příjezdu ambulance, kterou zavolala Monika Dannemannová. Příčinou mělo být zadušení zvratky po konzumaci amfetaminu (tzv. black bomber, na malé párty, kde se krátce zdržel před návratem do hotelu k Monice) a následném, pravděpodobně neúmyslném předávkování uspávacími prostředky. O této verzi událostí později vznikly pochyby; Jimi Hendrix byl údajně mrtvý, už když na místo dorazili záchranáři. Spekuluje se i o tom, že Hendrix byl zabit. V jeho plicích a na textilu kolem krku bylo nalezeno značné množství červeného vína a z toho se usuzuje, že se jím někdo mohl pokusit Jimmyho udusit záměrně.
Jako možná pachatelka je předmětem spekulací na prvním místě Monika Dannemannová, jež s ním strávila osudnou noc. Ona sama zemřela o téměř 26 let později za ne zcela vyjasněných okolností. (Oficiálně šlo o sebevraždu, ovšem její životní partner uvedl, že jí bylo vyhrožováno smrtí.) Zemřela dva dny po prohraném nactiutrhačském soudním sporu s Hendrixovou předchozí partnerkou Kathy Etchinghamovou. Ta ji tři roky předtím zažalovala, že nezavolala záchranku pro Hendrixe včas, což vyvolalo obnovení vyšetřování Hendrixovy smrti. Dannemannová ovšem byla osvobozena. Označila poté svoji protivnici za tvrdošíjnou lhářku, po čemž následovala žaloba ze strany Etchinghamové.
V roce 2009 obvinil jeden Hendrixův roadie ve svých pamětech Hendrixova manažera Michaela Jefferyho z vraždy. Měla být motivována pojišťovacím podvodem přes jím uzavřenou Hendrixovu životní pojistku na částku 1,2 milionu liber, kterou by v případě Hendrixovy smrti dostal.

### Jimi Hendrix a Georg Friedrich Händel

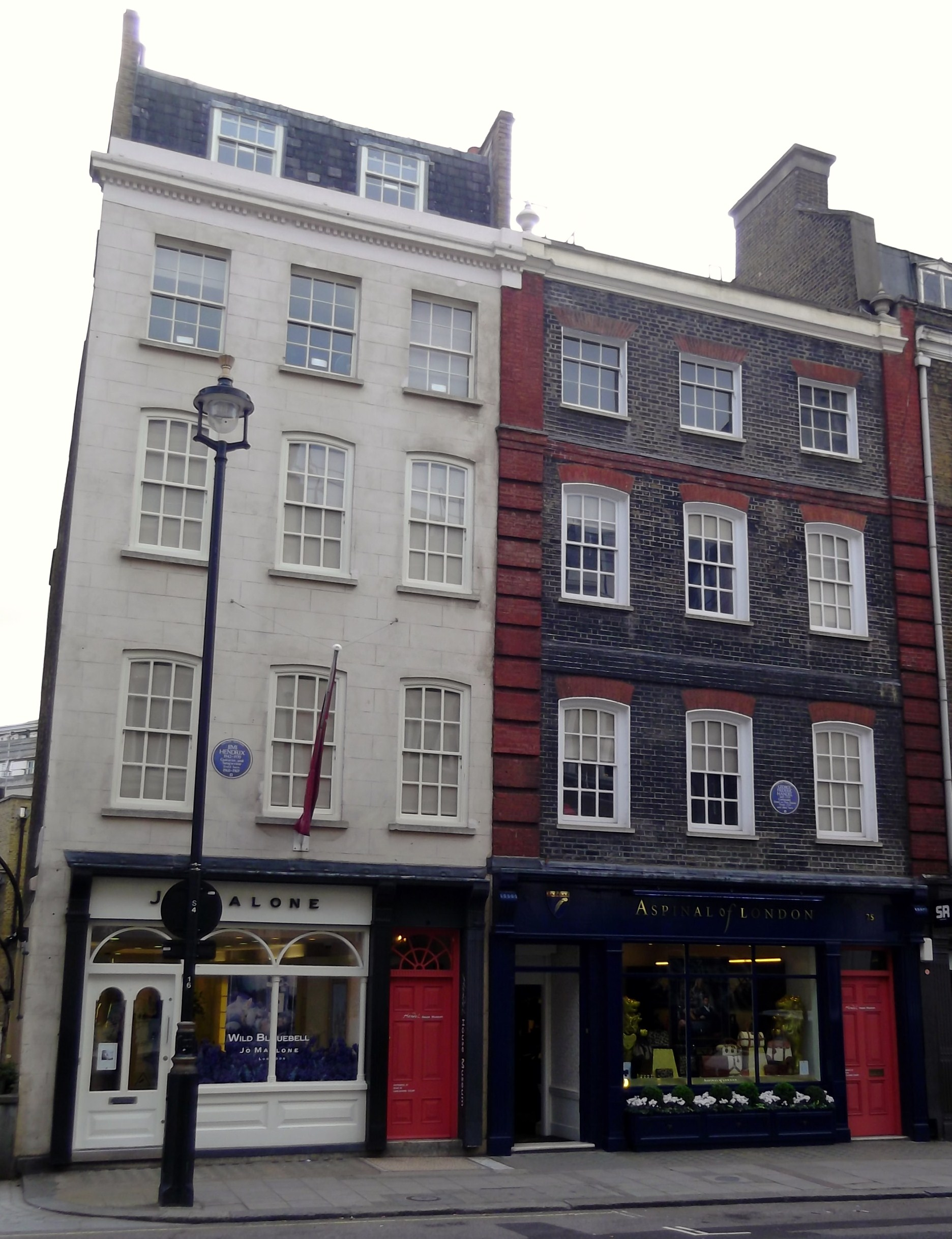
Bílá budova nalevo je číslo 23 Brook Street, kde Jimi Hendrix žil. Horní patra domů č. 23 a 25 jsou v současnosti přístupná veřejnosti jako muzeum.

Není bez zajímavosti, že Jimi Hendrix poslední necelé dva roky svého života žil v Londýně na Brook Street ve čtvrti Mayfair v těsném sousedství domu, kde 250 let před tím po 40 let žil německo-britský skladatel Georg Friedrich Händel, v bytě, v jehož prostorách má dnes kanceláře Händelovo muzeum. V roce 1968 se zde zařídil se svou partnerkou Kathy Etchingham (s kterou se ovšem již během roku 1969 po třech letech známosti rozešel) tak, že sám tento příbytek označil jako „můj první pravý vlastní domov“; nacházel zde potřebný odpočinek od rušného uměleckého života, podle autobiografie Kathy Etchingham spolu pili „víc čaj s mlékem než whisky s colou“. Z té doby je i zadokumentovaný Hendrixův zájem o Händela; po svém nastěhování měl prohledat všechny okolní obchody s gramofonovými deskami po materiálech k tomuto skladateli a v jeho pozůstalosti v bytě se našly gramofonové desky s Händelovou hudbou. Údajně měl tou dobu také v nahrávacím studiu na Abbey Road improvizovat jakéhosi „Hot Händela“ na cemballu, jež tam zůstalo po nahrávání Beatles k jejich Magical Mystery Tour; podle vyjádření ředitelky Händelova muzea Sarah Bardwell z roku 2010, v rámci příprav k vzpomínkovým oslavám 40. výročí Hendrixova úmrtí, se ovšem po magnetofonových páskách s touto performancí zatím jen bezvýsledně pátrá.

## Dílo

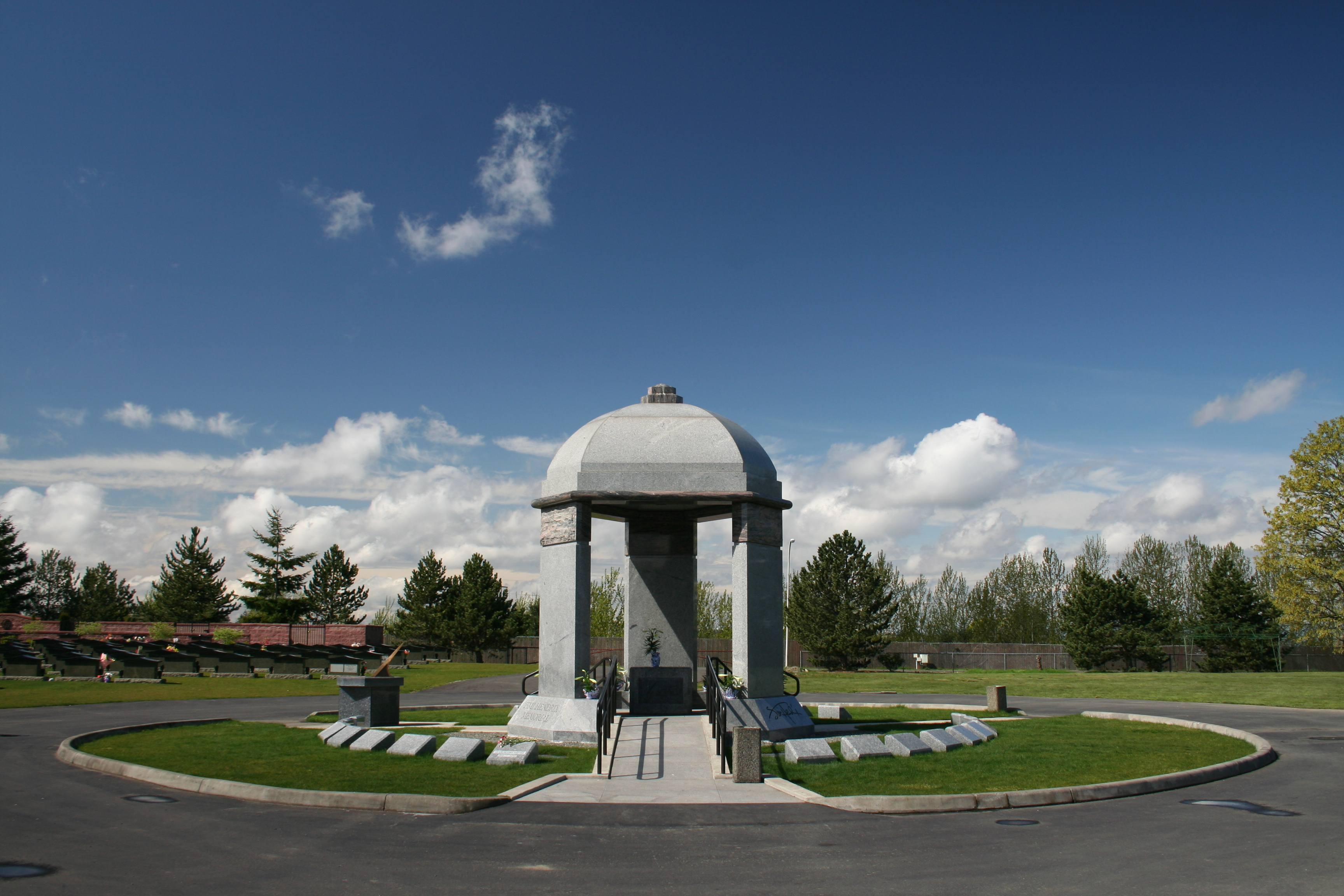
Hendrixův hrob

Je často označován za nejlepšího rockového kytaristu, který kdy žil. Na běžnou kytaru hrál levou rukou. Neuměl noty a proto místo nich používal barvy.
Má hvězdu na Hollywoodském chodníku slávy.
Co se týče hraní, byl samouk. Hrál na elektrickou kytaru typu Fender Stratocaster, kterou otočil a držel obráceně. Hendrix byl průkopníkem elektroakustického efektu nazývaného „zpětná vazba“, anglicky feedback (dosl. překrmení). Efekt vzniká tím, že zvuk vycházející z reproduktoru je znovu posílán snímacím zařízením do zesilovače vybuzeného na maximum. Hendrix tak docílil zkresleného zvuku, který se dříve při hraní považoval za nežádoucí. Ovlivnila jej tvorba a inovace bluesových hudebníků jako byli B. B. King, Muddy Waters, Albert King a T-Bone Walker. Co se týče stylu, nechal se do značné míry inspirovat kytaristy hrajícími rhythm and blues a soul jako byl např. Curtis Mayfield, Steve Cropper či Cornell Dupree, jakož i tradičním jazzem. Hendrixovo vystupování na pódiu bylo pravděpodobně ovlivněno stylem rockového průkopníka Little Richarda, s jehož kapelou The Upsetters byl svého času na turné.
Hendrix se snažil propojit to, co nazýval „země,“ což byly doprovodné bluesové, jazzové a funky rytmy, s „vesmírem,“ což naopak byly pronikavé psychedelické zvuky, které vznikaly jeho improvizováním při hře na kytaru. Jako hudební producent udělal další novátorský krok – začal používat nahrávací studio jako zkušební prostor pro své invence. Byl jedním z prvních, kteří experimentovali se stereofonními a fázovacími efekty přímo během nahrávání.
V roce 1992 byl Hendrix uveden do rock 'n' rollové síně slávy a v roce 2005 do Britské hudební síně slávy. Od roku 1994 zdobí jeho hvězda Hollywoodský chodník slávy. Roku 2006 bylo jeho debutové album Are You Experienced zařazeno do Národního registru nahrávek Knihovny amerického Kongresu. Hudební magazín Rolling Stone označil v roce 2003 Hendrixe za nejlepšího kytaristu všech dob a v roce 2004 ho v anketě o nejlepšího umělce všech dob zařadil na šesté místo. Americká hudební televizní stanice VH1 jej rovněž označila za třetího nejlepšího hard rockového umělce.

## Zajímavosti
Rodina Hendrixů nosila dříve tvar Hendricks. Zjednodušit své příjmení na Hendrix si nechal Jimiho dědeček.
Rodina a nejbližší známí z dětství mu nikdy neřekli jinak, než Buster – Cvalík. Tuto přezdívku dostal podle své tehdejší postavy ještě jako nemluvně.
První písnička, kterou uměl zahrát na kytaru od začátku až do konce, je skladba Tall Cool One od kapely Fabulous Wailers.
Při nástupu do armády měřil 178 centimetrů a vážil 70 kilogramů.
Roku 1962 byl nejlepším kytaristou v Nashvillu, kde Hendrix tehdy pobýval, člen skupiny Imperials Johnny Jones. Jeho prostřednictvím se Hendrix setkal se svými idoly B.B. Kingem a Albertem Kingem. Místo slov obdivu a chvály se jich začal vyptávat na jejich kytarovou hru. Oba se s ním ochotně podělili o svá tajemství, z čehož byl tehdy Hendrix ještě několik dní paf.
S Johnnym Jonesem si dal jednoho večera i kytarový souboj. Hendrix prohrál na plné čáře, některá jeho sóla zněla tak podobně B. B. Kingovi, že se mu obecenstvo místy dokonce smálo.
Hendrix rovněž zvažoval spolupráci s jazzovým trumpetistou Milesem Davisem, který jej obdivoval. Bylo již naplánováno složení souboru, kde kromě Davise a Hendrixe měl na klavír hrát Ahmad Jamal a na bicí Carl Palmer z britského progresivního tria Emerson, Lake & Palmer. Miles Davis do příchodu Hendrixe na mezinárodní scénu rockovou hudbu neposlouchal, ale po zhlédnutí záznamu z festivalu v Monterey změnil názor a o spolupráci s ním velmi stál. Dokonce si v jednom bytě několikrát zajamovali (bez dochovaných záznamů). Projekt se neuskutečnil kvůli finančním požadavkům Davisova manažera, který nechtěl akceptovat Hendrixovy nároky na většinový podíl z koncertních turné či tantiém za prodané hudební nosiče. Davis byl Hendrixem ovšem natolik ovlivněn, že od roku 1969 přešel k jazz-rocku (slavná sestava Davis – Zawinul – Shorter – McLaughlin – Corea – Holland – De Johnette – Maupin – Brooks + hosté, např. Lenny White na bicí) a nahrál takové skvosty jako In a Silent Way či Bitches Brew.

## Diskografie

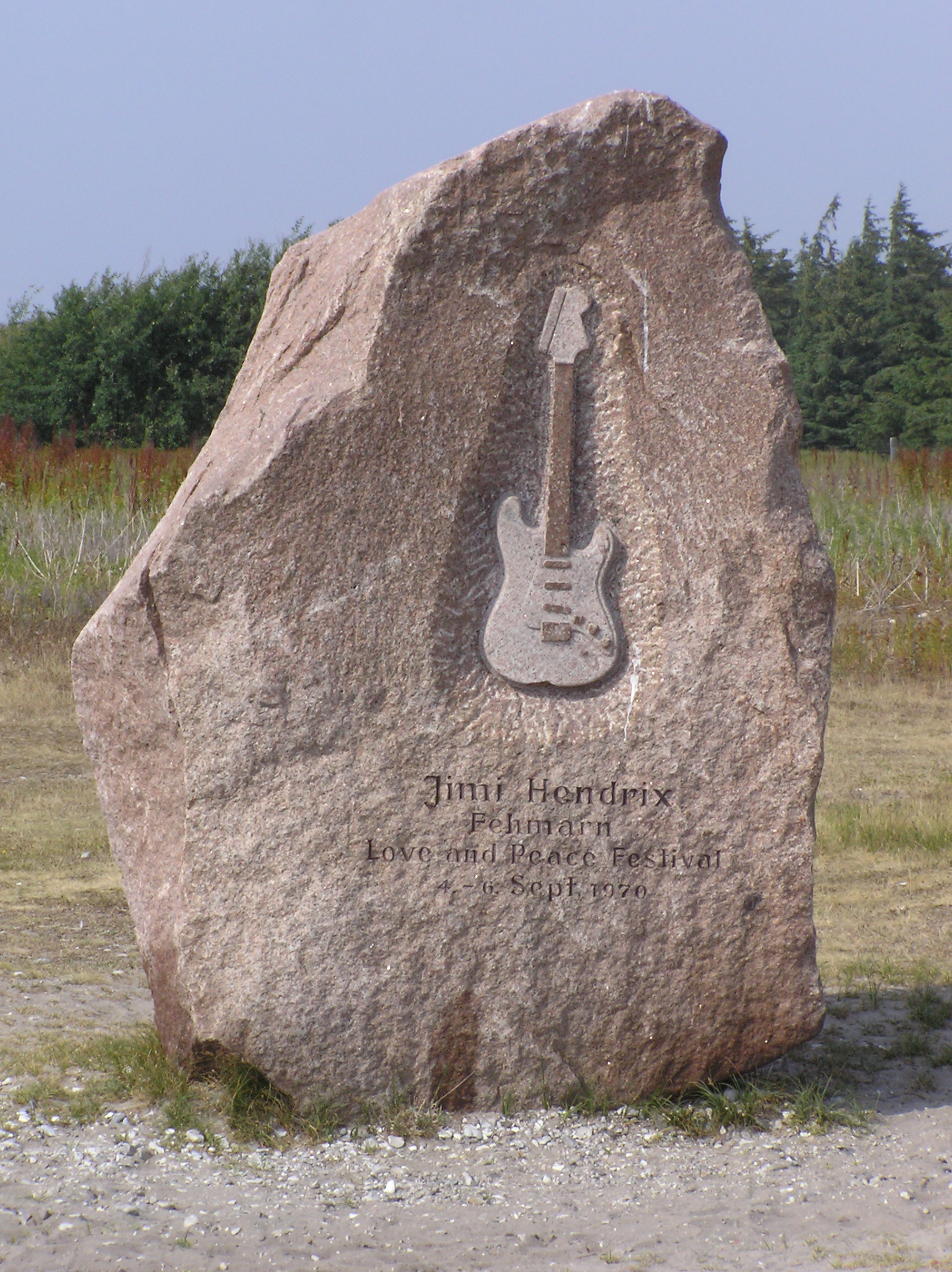
Památník v Německu

### Studiová alba

#### The Jimi Hendrix Experience
- Are You Experienced (1967)
- Axis: Bold as Love (1967)
- Electric Ladyland (1968)

#### Jimi Hendrix/Band of Gypsys
- Band of Gypsys (1970)

#### Posmrtná alba
- The Cry of Love (1971)
- Rainbow Bridge (1971)
- War Heroes (1972)
- Loose Ends (1974)
- Crash Landing (1975)
- Midnight Lightning (1975)
- Nine to the Universe (1980)
- Valleys of Neptune (2010)
- People, Hell & Angels (2013)

### Kompilace a box sety
- Smash Hits (1968)
- Electric Jimi Hendrix (1968)
- Sound Track Recordings from the Film Jimi Hendrix (1973)
- Musique Originale du Film Jimi Plays Berkeley (1975)
- Re-Experienced (1975)
- The Essential Jimi Hendrix (1978)
- The Essential Jimi Hendrix Volume Two (1979)
- Stone Free (1981)
- The Singles Album (1983)
- Kiss the Sky (1984)
- The Essential Jimi Hendrix Volumes One and Two (1989)
- Live & Unreleased: The Radio Show (1989)
- Cornerstones: 1967–1970 (1990)
- Lifelines: The Jimi Hendrix Story (1990)
- Sessions (1991)
- Footlights (1991)
- Stages (1991)
- The Ultimate Experience (1992)
- Blues (1994)
- Voodoo Soup (1995)
- First Rays of the New Rising Sun (1997)
- South Saturn Delta (1997)
- BBC Sessions (1998)
- Experience Hendrix: The Best of Jimi Hendrix (1998)
- The Jimi Hendrix Experience (2000)
- Voodoo Child: The Jimi Hendrix Collection (2001)
- The Singles Collection (2003)
- Martin Scorsese Presents the Blues: Jimi Hendrix (2003)
- Astro Man (2003)
- West Coast Seattle Boy: The Jimi Hendrix Anthology (2010)